# Rafael Guerra Álvarez
Rafael Guerra Álvarez (Ciudad de México, 14 de julio de 1962) es un abogado y magistrado mexicano, Presidente del Tribunal Superior de Justicia de la Ciudad de México para el periodo 2019-2021.

## Biografía
Guerra Álvarez, nació en la Ciudad de México, entonces Distrito Federal, el 14 de julio de 1962. Estudió la licenciatura en Derecho, en la ENEP Aragón, UNAM (1982-1985), con cédula profesional 1256984. 
En el ámbito laboral inició su trayectoria judicial desde los puestos más modestos como secretario-mecanógrafo en los Juzgados de Distrito en materia penal y a lo largo de su carrera se ha desempeñado como secretario interino y de base en la misma dependencia. Ejerció como agente del Ministerio Público, Juzgado Décimo Penal del fuero común; agente “C” del  Ministerio Público, Dirección General de Averiguaciones Previas; oficial mecanógrafo del Ministerio Público , PGJDF. En el Tribunal Superior de Justicia del Distrito Federal ha desempeñado los cargos de Conserje “B” interino de la Presidencia; Secretario de Acuerdos y Juez (ML), Juzgado Trigésimo Primero Penal; Juez Quincuagésimo Quinto Penal; Juez Sexagésimo Cuarto Penal; Magistrado (ML) de la Cuarta Sala Penal (2002);  Juez Décimo Noveno Penal (2003- 2011); Magistrado de la Séptima Sala Penal, a partir del 3 de marzo de 2011. Es Consejero Consultivo ad honorem de la Facultad Interamericana de Litigación, la Universidad de la Barra Interamericana de Abogados.
En el campo académico cuenta con:
- Doctorado en ciencias penales, Instituto de Ciencias Jurídicas de Estudios Superiores (2007).[2]
- Maestría en Derecho, División de Estudios de Posgrado e Investigación, ENEP Aragón, UNAM (1993, 1994).[2]
- Maestría en ciencias penales, Instituto de Ciencias Jurídicas de Estudios Superiores (2006).[2]
- Máster internacional en sistemas penales comparados y problemas sociales, Universidad de Barcelona, FLASUD e IEJ del TSJDF (2004, 2005).[3]
- Especialidad en Derecho penal, Facultad de Derecho, Universidad Panamericana (1995).[2]
- Curso de especialización judicial, Consejo de la Judicatura Federal e Instituto de la Judicatura del PJF. Diplomados: El Derecho penal vigente y la mediación del ámbito penal, TSJ, CJDF y Universidad de Sonora (2002).[2]
- Curso de especialización judicial, Derecho procesal constitucional, SCJN y Senado de la República (2004).[4]
- Curso de especialización judicial, Justicia penal para adolescentes, Secretaría de Gobierno del Distrito Federal, TSJDF, PGJDF y Consejería Jurídica y de Servicios Legales (2008).[5]
- Especialidades: Justicia para adolescentes, Instituto de la Judicatura Federal (2007); Ciencias forenses, SEMEFO-TSJDF (2007); Justicia para adolescentes, TSJDF (2006).[2]

Es también docente, asesor de tesis y sínodo de exámenes profesionales en la ENEP Aragón, UNAM. Docente, IEJ del TSJDF y del Instituto de Ciencias Jurídicas de Estudios Superiores.